# NGC 4206
NGC 4206 (другие обозначения — IC 3064, IRAS12127+1318, UGC 7260, ZWG 69.104, MCG 2-31-66, VCC 145, PGC 39183) — галактика в созвездии Дева.
Этот объект входит в число перечисленных в оригинальной редакции «Нового общего каталога».
В галактике может находиться сверхмассивная чёрная дыра.